# Капцугович, Игорь Севастьянович
И́горь Севастья́нович Капцуго́вич (30 июня 1931, Минск, Белорусская ССР, СССР — 6 марта 2019) — советский и российский историк, доктор исторических наук, специалист по истории революции и гражданской войны на Урале, декан исторического факультета Пермского университета (1966—1973, 1975—1979), ректор Пермского государственного педагогического университета (1979—2001), действительный член Академии гуманитарных наук (1997).

## Биография
Сын офицера, участника Великой Отечественной войны Севастьяна Ивановича Капцуговича (1907—1978). В 1949 году окончил школу № 37 г. Молотова, в 1954 году с отличием окончил историческое отделение историко-филологического факультета Молотовского (Пермского) университета, защитив дипломную работу на тему «Борьба за рабочий контроль и национализацию промышленности на Урале. Февраль 1917 — июнь 1918 гг. (по материалам Пермской губернии)». Работал ассистентом кафедры марксизма-ленинизма, секретарём комитета комсомола ПГУ, редактором газеты «Пермский университет».
С 8 апреля по 30 октября 1958 года — секретарь партийной организации Пермского университета.С 1961 года работал на кафедре истории СССР Пермского университета.
Под руководством профессора Ф. С. Горового подготовил и в 1962 году защитил кандидатскую диссертацию «Крестьянское движение в 1917 году и осуществление ленинского декрета о земле в Пермской губернии (1917—1919 гг.)».
С 1964 года — заместитель декана, в 1966—1973 и 1975—1979 годах — декан исторического факультета ПГУ. В 1971—1973 и 1975—1979 годах одновременно являлся и заведующим кафедрой истории советского общества. В 1973 году стал одним из инициаторов создания Музея истории Пермского университета (другим инициатором был ректор университета В. П. Живописцев).
С его именем во многом связаны успехи факультета, формирование его традиций. Человек незаурядной энергии, динамичный, остроумный, И. С. Капцугович был чрезвычайно популярным как в преподавательской, так особенно в студенческой среде. Большое внимание он уделял студенческой жизни, заложил традиции посвящения в студенты, встреч выпускников, принимал деятельное участие в организации художественной самодеятельности. По инициативе И. С. Капцуговича в конце 1960-х годов на факультете был создан ансамбль «Политической сатиры» (ПоСат), получивший известность за пределами вуза.
В 1975 году защитил докторскую диссертацию «Крах партии эсеров на Урале (1901—1920 гг.)».
В 1979—2001 годах И. С. Капцугович являлся ректором Пермского государственного педагогического института (позднее — университета). В этот период в вузе появился самостоятельный исторический факультет (с 1985), а сам институт получил статус университета (с 1995).
Дочь — музыкант Ирина Зырянова, сын — учитель истории Севастьян Капцугович (род. 1970).

## Научная деятельность
И. С. Капцугович создал в Пермском университете и Пермском педагогическом университете научное направление, связанное с изучением проблем политической борьбы на Урале в начале XX века.
В 1973 году, после смерти своего учителя Ф. С. Горового, стал председателем Уральского отделения Археографической комиссии АН СССР, объединяющего историков-археографов Пермской, Свердловской, Кировской, Челябинской областей и Удмуртской АССР. В том же году в ответ на обвинения Советом ветеранов революции и гражданской войны кронштадтских моряков в предательстве, И. С. Капцугович подготовил справку-заключение «1-й Морской Кронштадтский полк и обстоятельства его гибели», в которой выступил в защиту моряков, погибших в середине декабря 1918 года между деревнями Верхние и Нижние Исады. Точку зрения ветеранов поддержал Пермский обком КПСС, и эта справка была опубликована только спустя 33 года.
В начале 1970-х годов И. С. Капцугович совместно с председателем Методического совета ПГУ профессором Л. Е. Кертманом разработали и апробировали на историческом факультете экспериментальный учебный план, став первопроходцами в области синхронизации исторического образования. Этот план был основан на синхронном изучении исторических и смежных дисциплин. Первые итоги апробации были подведены в статье «Дифференциация методов самостоятельной работы студентов». В 1977 году И. С. Капцугович руководил одной из секций Всесоюзного совещания-семинара «Проблемы активизации самостоятельной работы студентов». Предложенные им новации и идеи нашли затем применение на исторических факультетах ряда вузов страны.
Под редакцией И. С. Капцуговича в 1976—1977 годах было подготовлено второе издание двухтомной «Истории Урала», в которой он одновременно являлся автором ряда глав. В течение почти двух десятилетий этот учебник являлся базовым по одноимённому курсу.

## Основные работы
Книги
- Горовой Ф. С., Александров Ф. А., Гантман Л. М., Капцугович И. С. Урал в огне революции: Пролетарская революция в Пермской губернии. Пермь, 1967;
- Прикамье в огне гражданской войны. Пермь: Пермское книжное издательство, 1969. Тираж 7000 экз. — 130 с.
- Пермь социалистическая (история города с 1917 по 1973 год). Пермь, 1973;
- История политической гибели эсеров на Урале. Пермь: Пермское книжное издательство, 1975. — 190 с. Тираж 3000 экз.  (недоступная ссылка)
- История Урала / под ред. И. С. Капцуговича. 2-е изд. Т. 1-2. Пермь: Пермское книжное издательство, 1976—1977.
- Книга для чтения по истории Прикамья (С древнейших времен до конца XIX века.) для 7-8-x кл. сред. шк.. Пермь: Кн. изд-во, 1984. Тираж 15 000 экз.
- «Биографии учёных Пермского государственного педагогического университета» (2000, редактор)
  - Биографический словарь: профессора и преподаватели Пермского государственного педагогического университета (1921—2003) — Пермь: Книжный мир, 2003 . — 472 с.;
- «История Урала»: Курс лекций (2000, в соавт.);
- Пермский педагогический в судьбах людей: документально-публицистический очерк.
  - Кн. 1. — Пермь: Книжный мир, 2006. — 376 с.
  - Кн. 2. — Пермь: Книжный мир, 2008. — 268 с.
  - Кн. 3. — Пермь: Книжный мир, 2011. — 310 с.;
- У истоков. Историко-публицистический очерк высшего педагогического образования на Урале. — Пермь: Книжный мир, 2014. — 261 с.

Статьи
- Начало аграрных преобразований в Пермской губернии после победы Октябрьской революции // Прошлое Урала. Пермь, 1961;
- Съезды Советов крестьянских депутатов в 1917 г. (по материалам Пермской губернии) // Вопросы аграрной истории Урала и Западной Сибири. Свердловск, 1966;
- Общественное движение в Перми в 1901—1903 гг. и «Уральский союз социал-демократов и социалистов-революционеров» // 250 лет Перми. Пермь, 1973. С. 125—131;
- К вопросу о позиции социалистов-революционеров на Урале в годы реакции (1907—1910) // Исследования по истории Урала. Выл. 3. Пермь, 1974. С. 29-47.
- Историография политической гибели эсеров на Урале // Исследования по истории Урала. Вып. 5. Пермь, 1976. С. 23-52.
- Капцугович И. С., Кертман Л. Е. Комплексное изучение исторического процесса // Вопросы истории. 1981. № 7.

## Награды
- орден Дружбы (1997)
- Почётный работник высшего профессионального образования Российской Федерации (2001)